# Cung điện Stanisław Wołowski

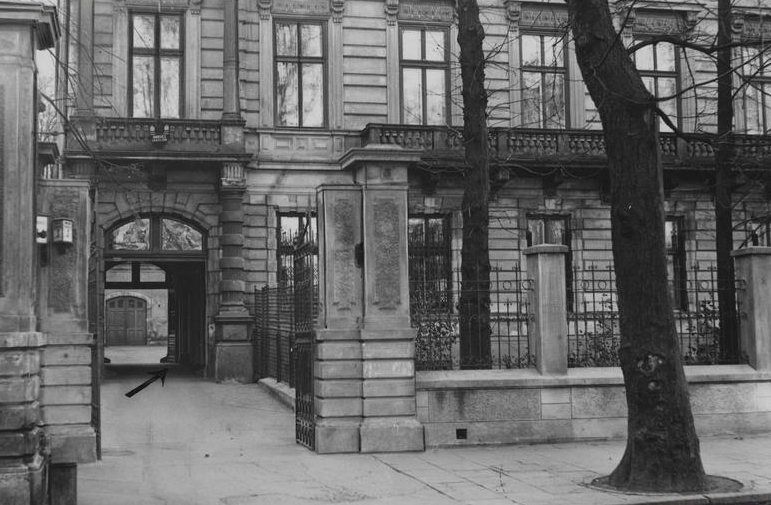
Cung điện Stanisław Wołowski năm 1934

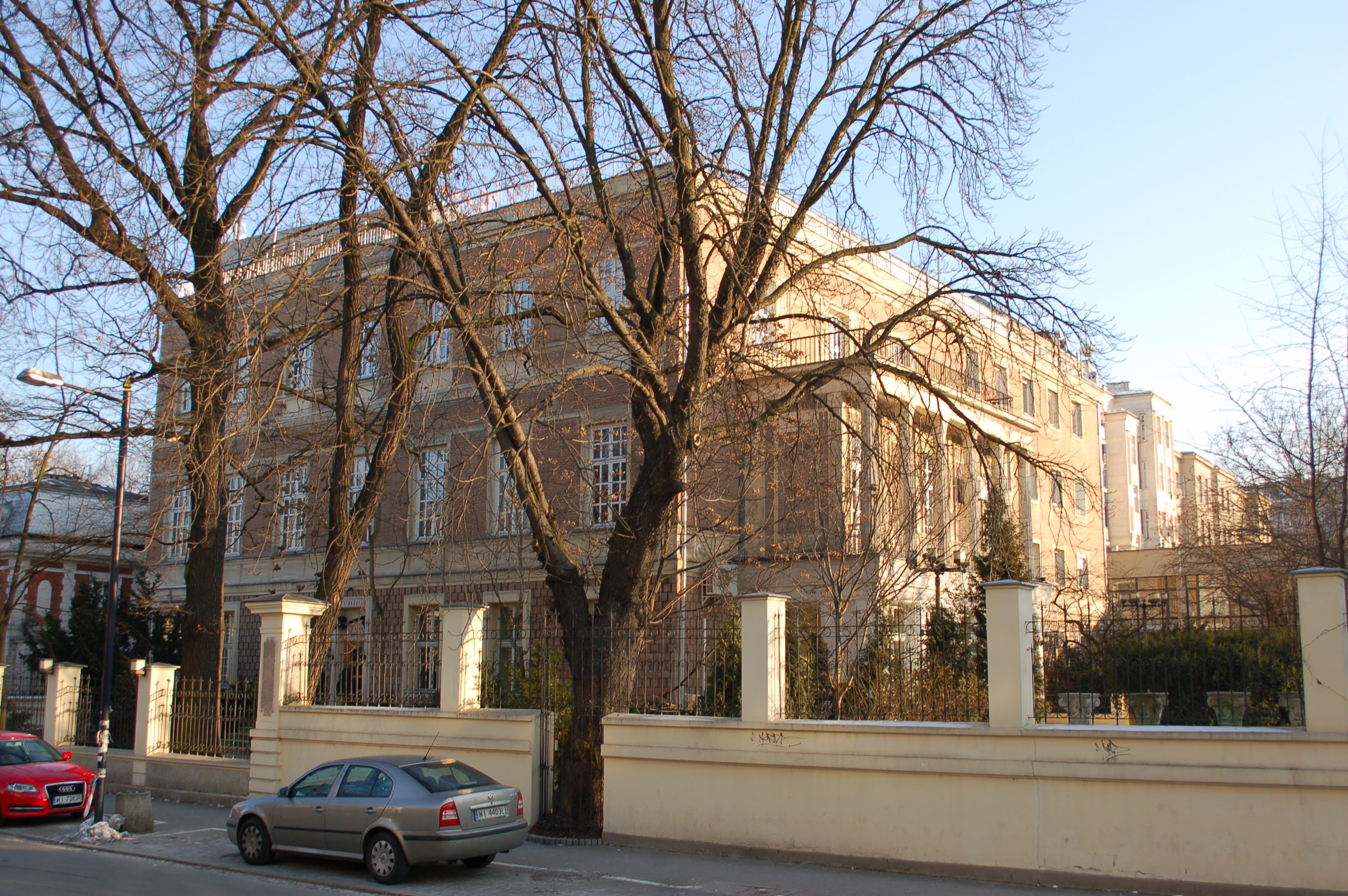
Cung điện Stanisław Wołowski ngày nay

Cung điện Stanisław Wołowski (tiếng Ba Lan: Pałac Stanisława Wołowskiego) là cung điện tọa lạc tại số 3/5 phố Foksal, Warszawa.

## Lịch sử và kiến trúc
Cung điện thuộc quyền sở hữu của chủ ngân hàng, thương gia Stanisław Wołowski. Kiến trúc cung điện do Bronisław Brodzic Żochowski thiết kế và xây dựng vào năm 1878. Năm 1900, công chúa Maria Radziwiłł mở rộng mặt bằng.
Từ năm 1922 đến năm 1939, cung điện đã được cho thuê. Ngoài ra, đây còn là nơi trú của quân đoàn Mỹ (1922-1930) và Na Uy (1930-1939). Đây cũng là nơi sinh hoạt của câu lạc bộ xã hội liên kết với Khối Hợp tác Phi đảng phái với Chính phủ.
Trong khởi nghĩa Warszawa, một bệnh viện dã chiến được xây dựng và hoạt động trong cung điện . Sau cuộc khởi nghĩa, hơn 70% công trình đã bị phá hủy.
Trong những năm 1947–1951, dưới bàn tay thiết kế của T. Iskierka và C. Skolimowski, cung điện được tái thiết hoàn toàn. Kể từ đó, đây là nơi sinh hoạt của các nhà báo, hội nhà báo Ba Lan, hội Nhà báo Cộng hòa Ba Lan, trung tâm Giám sát Tự do Báo chí và trung tâm Báo chí Foksal.